# Malaysias flag
Malaysias flag (malajisk: Jalur Gemilang; dansk: ~ Ærens Striber) består af 14 vandrette, røde og hvide striber, samt en stor, mørkeblå kanton med en gul halvmåne og en gul, 14-takket stjerne. Flaget er i forholdet 1:2. 
Flaget blev officielt taget i brug 16. september 1963.
Flaget var oprindelig den malayske føderalregerings flag fra 1950, og i 1963 blev det forbundstatens Malaysias nationalflag. Før 1963 brugte hver af de 13 malaystater hvert sit eget statsflag, som de stadig bruger den dag i dag.      
I 1950 havde den malayske Føderalregering udskrevet en konkurrence for et nyt føderationsflag. Vinderflaget, designet af arkitekten Mohamad Hamza, blev kåret ved folkelig brevafstemning mellem tre forskellige finalister. Da Malaya stadig var en britisk koloni på det tidspunkt, blev flaget godkendt af kong George VI i maj 1950. Flaget blev brugt af regeringen siden, og i 1963 blev flaget hele nationens flag ved oprettelse af Malaysia som forbundstat. 
Designeren Mohamad Hamza var stærkt inspireret af Det britiske Ostindiske kompagnis flag, hvorfra han tog de røde og hvide striber samt kantonen, som han modificerede fra det britiske Union Jack-kanton. 
Nu om dage symboliserer de 14 striber ligestilling af de 13 malaystater og føderalregeringen. Stjernen kaldes Bintang Persekutuan, hvilket betyder Føderationens Stjerne, og var oprindelig femtakket, hvilket blev sammenlignet med den kommunistiske stjerne. Da føderalregeringen kæmpede med kommunistpartiet under Malaykrisen, blev der tilføjet seks takker til føderalstjernen for at undgå lighed med kommunismens symboler. I den nuværende udgave af flaget har stjernen 14 takker, som symboliserer malaystaterne og føderalregeringen. Halvmånen symboliserer islam, som er offentlig statsreligion i Malaysia. Den mørkeblå farve af kantonen symboliserer malayfolket, og den gule farve var brugt af malayske kongelige herskere.